# Kyōto Ryōzen Gokoku-jinja
Le Kyōto Ryōzen Gokoku-jinja (京都霊山護国神社) est un sanctuaire shinto situé à Kyoto au Japon. Depuis 1868, il honore les héros du Japon, particulièrement ceux de la période du bakumatsu et de la restauration de Meiji, les plus célèbres étant Sakamoto Ryōma et son associé Nakaoka Shintarō, enterrés côte à côte dans le sanctuaire. Il est un précurseur du sanctuaire Yasukuni. Comme celui-ci, il abrite en son sein un monument à la mémoire de Radhabinod Pal.
Le musée d'histoire de Ryozen est proche de ce sanctuaire.